# Hartmut Schade
Hartmut Schade (n. 13 noiembrie 1954, Radeberg, Saxonia, Germania) este un fotbalist ce a reprezentat Republica Democrată Germană, medaliat olimpic. A participat la o ediție a Jocurilor Olimpice (1976) în care a câștigat o medalie de aur.

## Participări
Lista de mai jos prezintă principalele competiții la care a participat Hartmut Schade de-a lungul carierei.
- fotbal la Jocurile Olimpice de vară din 1976[*]